# Pletius de la Creueta

Els Pletius de la Creueta, respecte del terme d'Abella de la Conca

Els Pletius de la Creueta és un pletiu a cavall dels termes municipals d'Abella de la Conca i de Conca de Dalt, a l'antic terme d'Hortoneda de la Conca, al Pallars Jussà, i de Cabó, a l'Alt Urgell.
Està situat a l'extrem oriental del terme de Conca de Dalt, al nord d'Abella de la Conca i al sud-occidental de Cabó, al sud-est del Cap de Boumort, en plena Serra de Boumort.
Es tracta d'un topònim romànic modern, de caràcter descriptiu. Es tracta d'uns pletius situats en els vessants de la muntanya de la Creueta.